# Левингер, Макс
Макс Левингер (нем. Max Lewinger; 17 марта 1870, Сулкув, ныне гмина Величка близ Кракова — 31 августа 1908, Дрезден) — немецкий скрипач еврейского происхождения.
Учился в Кракове и Львове (у Морица Вольфсталя), затем в Венской консерватории у Якоба Грюна; соученик Левингера Карл Флеш вспоминал о нём как о наиболее выдающемся однокурснике, который отличался сильной природной музыкальностью и большими техническими умениями, однако ему недоставало индивидуальности.

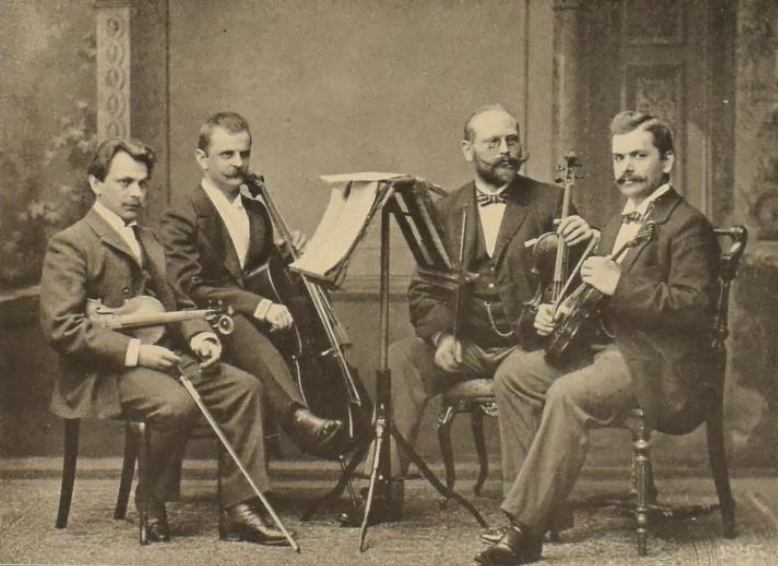
Макс Левингер (слева) и его квартет (1898)

С 1893 г. преподавал в Бухарестской консерватории, затем концертмейстер в Гельсингфорсе. В 1897—1898 гг. концертмейстер Оркестра Гевандхауса и первая скрипка квартета (в котором играли также Макс Ротер, Бернхард Ункенштайн и Георг Вилле). С 1898 г. и до конца жизни концертмейстер придворной капеллы в Дрездене.